# سیلگون، اندونزی

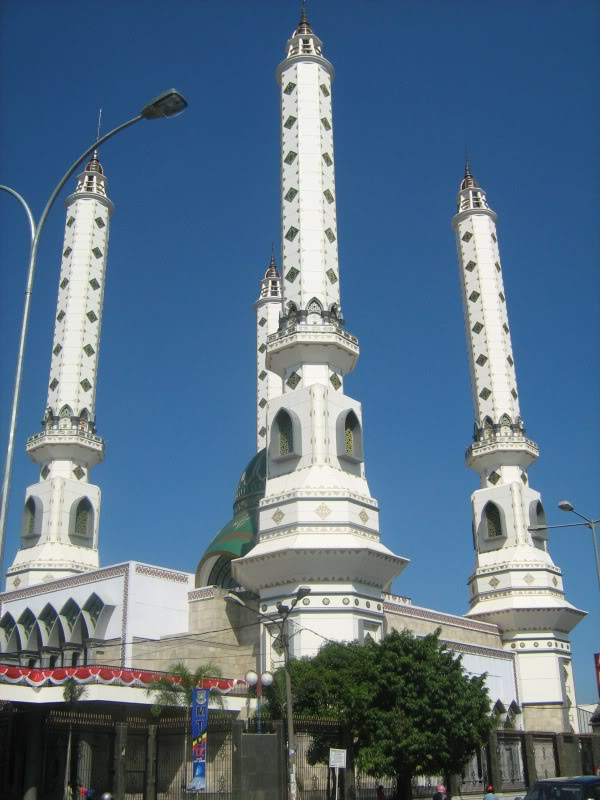
مسجد آگونگ سیلگون

سیلگون (اندونزیایی: Cilegon) شهری در استان بانتن کشور اندونزی است. جمعیت این شهر بر اساس سرشماری سال ۱۹۹۰ میلادی، ۱۱۶٫۹۸۱ نفر و بر اساس سرشماری سال ۲۰۰۰ میلادی، ۲۸۱٫۰۱۹ بوده که در سال ۲۰۰۷ میلادی به ۳۰۷٫۳۶۸ نفر افزایش یافته‌است.